# 1841 w literaturze
Wydarzenia literackie w 1841 roku.

## Nowe książki
- polskie
  - Juliusz Słowacki – Beniowski
  - Michał Czajkowski – Owruczanin
  - Józefa Prusiecka – Poezje
- zagraniczne
  - Aleksander Puszkin – Jeździec miedziany

## Urodzili się
- 10 marca – Ina Coolbrith, amerykańska poetka (zm. 1926)
- 22 maja – Catulle Mendès, francuski poeta, dramaturg, powieściopisarz (zm. 1909)
- 6 czerwca – Eliza Orzeszkowa, polska pisarka (zm. 1910)
- 22 lipca – Franciszek Salezy Lewental, polski księgarz i wydawca (zm. 1902)
- 24 września – Kate Brownlee Sherwood, amerykańska poetka (zm. 1914)
- 28 września – Józef Tretiak, polski krytyk i historyk literatury (zm. 1923)
- 8 listopada – Jan Otto, czeski księgarz i wydawca (zm. 1916)

## Zmarli
- 30 kwietnia – Peter Andreas Heiberg, duński pisarz (ur. 1758)
- 21 maja – Julian Ursyn Niemcewicz, polski dramaturg, powieściopisarz, poeta i pamiętnikarz (ur. 1757)